# Ľudovít Vajdička
Ľudovít Vajdička (21. února 1907, Pukanec – 25. února 1990, Martin) byl slovenský evangelický farář, církevní historik a politický vězeň.
Jako farář působil v Lubině a v Martině. Roku 1944 byl zatčen a vězněn gestapem. Roku 1962 byl v rámci akce Ideólogovia spolu s dalšími evangelickými faráři souzen a byl odsouzen k 12 měsícům odnětí svobody a zákazu výkonu kněžské služby. Ve vězení těžce onemocněl. K duchovní službě se vrátil roku 1969 a pracoval jako farář v Jabloňovicích[zdroj⁠?!] do roku 1978.
Ve své badatelské činnosti se zabýval např. osobou Jiřího Petermanna.